# Khachatur III. (Katholikos von Aghtamar)
Khachatur III. Schiroian (* im Dorf Poghanis, Vilâyet Van; † 22. Dezember 1895 in Van) war ein Katholikos des Katholikats von Aghtamar der Armenischen Apostolischen Kirche.

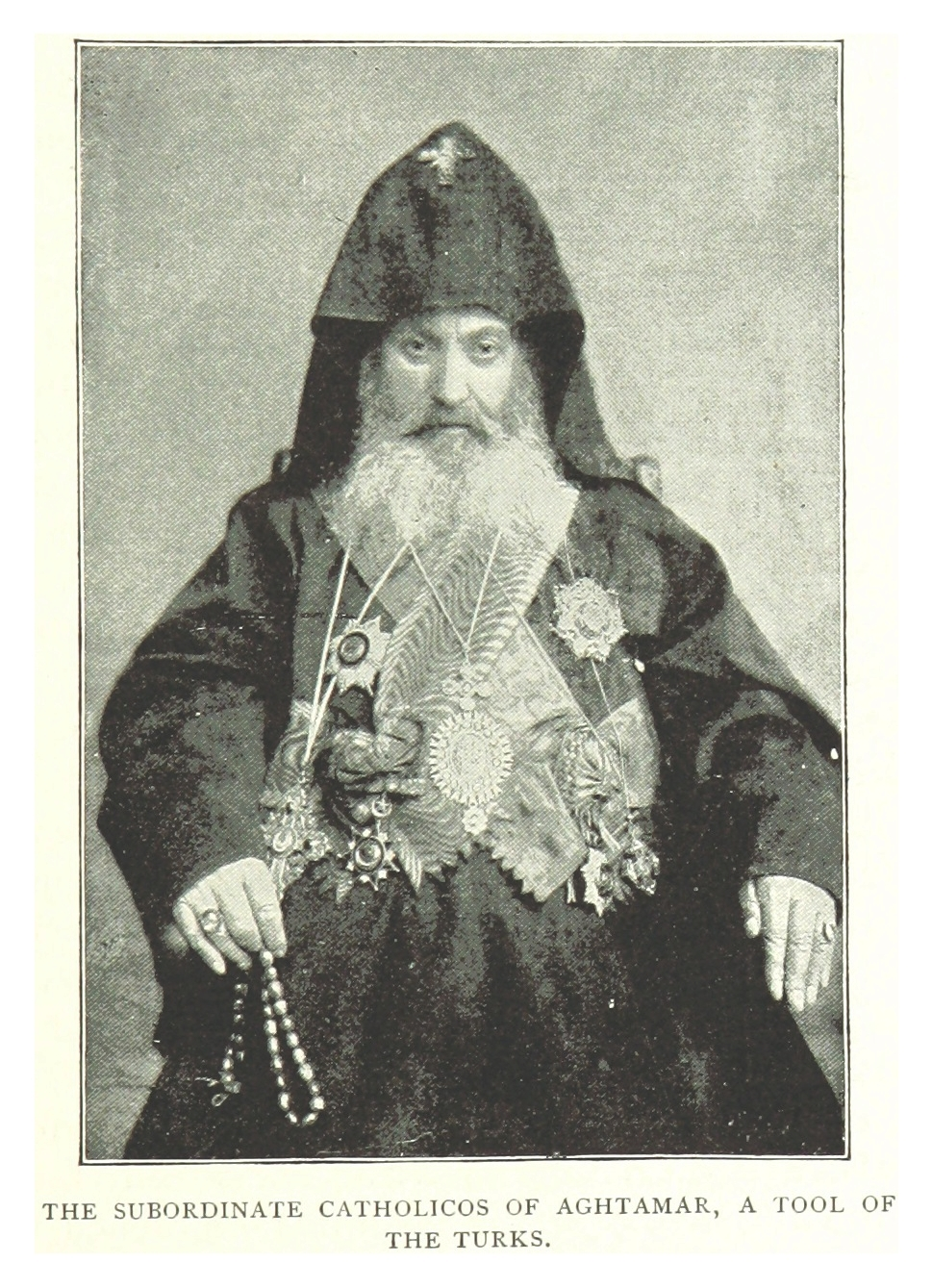
Katholikos Khatchatur III. Schiroian (1864–1895)

Seine Laufbahn begann er in Etschmiadsin als Diener eines armenischen Bischofs, der ihm ein Erbteil vermachte. Danach trat er der Bruderschaft des Inselklosters Aghtamar bei und wurde dort zum Priestermönch geweiht. Er unterstützte die umstrittene Wahl und Weihe des Katholikos Petros I. (1858–1864), wurde von diesem zum Bischof ordiniert und zum Gross-Sakristan, faktisch die Nummer zwei, des Katholikats bestellt. Am 10. September 1864 beteiligte er sich in Narekawank an der Verschwörung zum Sturz Petros' I. und ließ sich am 25. September 1864 zum Katholikos von Aghtamar erheben. Der Vorwurf, in die Ermordung seines Vorgängers (28. September 1864) verwickelt zu sein, führte 1866 zur Einsetzung eines Locum tenens durch Konstantinopel. 1868 stellte er sich dort einem kirchlichen Prozess, der 1875 mit seinem Freispruch endete.
Ab 1876 wirkte Khachatur III. wieder in Aghtamar. Er entfaltete eine lebhafte kirchliche Bautätigkeit, richtete ferner eine Festlandsresidenz, ein Waisenhaus sowie 1890 ein Museum mit Handschriftensammlung im Kloster Aghtamar ein. 1883 ließ er einen stattlichen neuen Kessel für die Katholikoi reservierte Myronweihe anfertigen (heute im Museum Etschmiadsin). 1895 wurde er, unheilbar krank, in ein Hospital nach Van gebracht und starb dort am 22. Dezember 1895. Er war der letzte Katholikos von Aghtamar. Beigesetzt wurde er im Kloster Aghtamar.